# قائمة البعثات الدبلوماسية للكرسي الرسولي

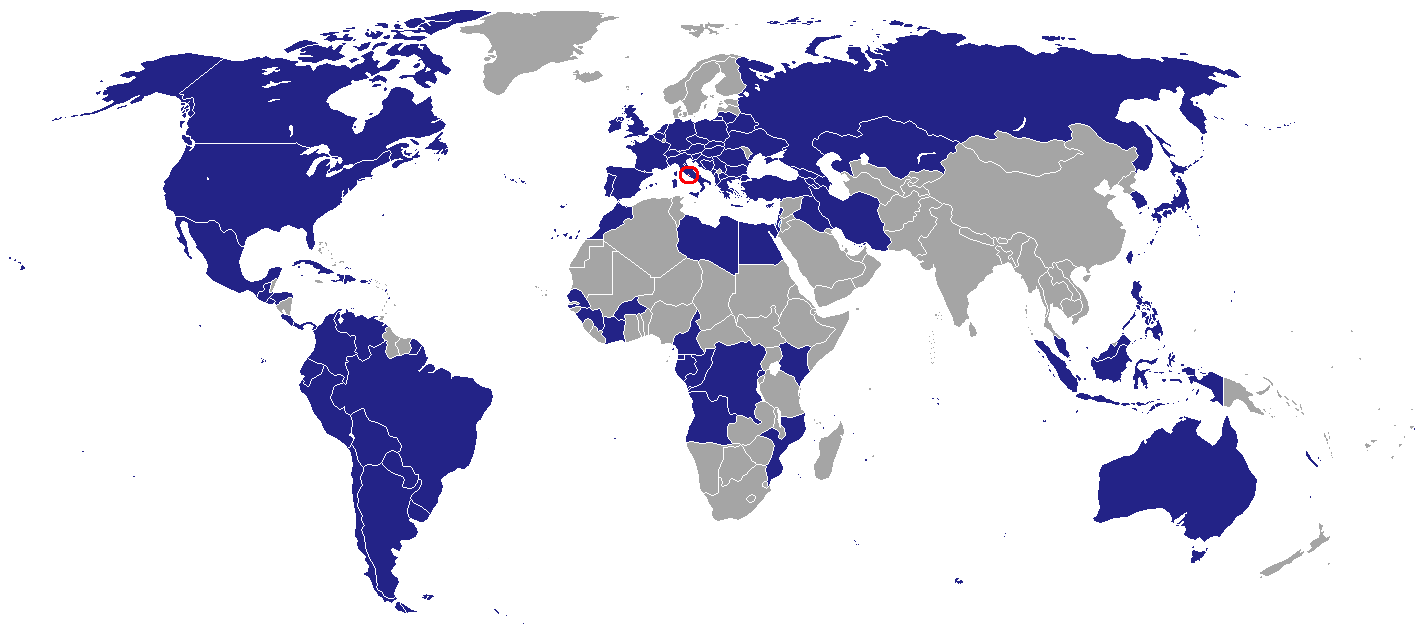
البعثات الدبلوماسية لدى الكرسي الرسولي
الكرسي الرسولي
البلدان التي لديها سفارات لدى الكرسي الرسولي مقرها في روما

تسرد هذه المقالة البعثات الدبلوماسية المعتمدة لدى الكرسي الرسولي، وحكومة الكنيسة الرومانية الكاثوليكية وحاكم مؤقت للفاتيكان مدينة 87. تحتفظ الدول حاليًا بسفارات لدى الكرسي الرسولي. الفاتيكان، التي يتمتع الكرسي الرسولي بالسيادة عليها، هو أصغر كيان مستقل في العالم وحجمه يجعل أي مجتمع دبلوماسي مقيم غير عملي. لذلك، تقع جميع سفارات الكرسي الرسولي في روما مما يجعل مدينة الفاتيكان واحدة من دولتين فقط ذات سيادة، والأخرى قائمة الدبلوماسية في ليختنشتاين، مع عدم وجود سفارات مقيمة داخل أراضيها. يؤدي هذا إلى وضع أن سفارة إيطاليا لدى الكرسي الرسولي تستند إلى أراضيها الأصلية، وهو ما ينطبق أيضًا على أيسلندا ولاتفيا والسويد. هذا يعني أيضًا أن سفارة جمهورية الصين (المعروفة أكثر باسم تايوان) لدى الكرسي الرسولي تقع في إيطاليا، التي لا تعترف بجمهورية الصين.
عادة لا تحتفظ السفارات لدى الكرسي الرسولي بأقسام قنصلية، مما يسمح لسفاراتها أو قنصليتها الأخرى في روما أو في أي مكان آخر بتقديم الخدمات لأولئك الذين يحملون جوازات سفر صادرة عن الكرسي الرسولي.

## السفارات فيروما
- ألبانيا
- أنغولا
- الأرجنتين
- أرمينيا
- أستراليا
- النمسا
- بلجيكا
- بليز
- بنين
- بوليفيا
- البوسنة والهرسك
- البرازيل
- بلغاريا
- بوركينا فاسو
- الكاميرون
- كندا
- تشيلي
- تايوان
- كولومبيا
- جمهورية الكونغو الديمقراطية
- كوستاريكا
- كرواتيا
- كوبا
- قبرص
- جمهورية التشيك
- جمهورية الدومينيكان
- الإكوادور
- مصر
- السلفادور
- غينيا الاستوائية
- فنلندا
- فرنسا
- الغابون
- جورجيا
- ألمانيا
- غانا
- اليونان
- غواتيمالا
- هايتي
- هندوراس
- المجر
- إندونيسيا
- إيران
- العراق
- أيرلندا
- إسرائيل
- إيطاليا
- ساحل العاج
- اليابان
- لبنان
- ليبيا
- ليتوانيا
- لوكسمبورغ
- ماليزيا
- المكسيك
- موناكو
- الجبل الأسود
- المغرب
- هولندا
- نيكاراغوا
- نيجيريا
- مقدونيا
- فلسطين
- بنما
- باراغواي
- بيرو
- الفلبين
- بولندا
- البرتغال
- رومانيا
- روسيا
- سان مارينو
- السنغال
- صربيا
- سلوفاكيا
- سلوفينيا
- جنوب إفريقيا
- كوريا الجنوبية
- فرسان مالطا
- إسبانيا
- تيمور الشرقية
- تركيا
- أوكرانيا
- المملكة المتحدة
- الولايات المتحدة
- الأوروغواي
- فنزويلا

## السفارات المعتمدة فيبرلين
- بوروندي
- إرتريا
- غينيا
- جامايكا
- كينيا
- قرغيزستان
- ليسوتو
- مالاوي
- موزمبيق
- ناميبيا
- نيبال
- النيجر
- سيراليون
- تنزانيا
- أوغندا
- اليمن

## السفارات المعتمدة فيباريس
- أذربيجان
- البحرين
- تشاد
- جمهورية الكونغو
- إثيوبيا
- غينيا بيساو
- الأردن
- مدغشقر
- مالي
- موريتانيا
- سانت لوسيا
- سانت فينسنت والغرينادين
- السودان
- زيمبابوي

## السفارات المعتمدة فيسويسرا
- الجزائر (جنيف)
- بنغلاديش (جنيف)
- الهند (برن)
- كازاخستان (برن)
- الكويت (برن)
- منغوليا (جنيف)
- النرويج (برن)
- باكستان (برن)
- رواندا (جنيف)
- سريلانكا (جنيف)
- سوريا (جنيف)
- تايلاند (برن)
- تونس (برن)
- تركمانستان (جنيف)

## السفارات المعتمدة فيلندن
- باربادوس
- بيلاروس
- فيجي
- غامبيا
- غرينادا
- غيانا
- ليبيريا
- موريشيوس
- زامبيا

## السفارات المعتمدة فيبروكسل
- الدنمارك
- إسواتيني
- بابوا غينيا الجديدة
- سيشل
- توغو
- ترينيداد وتوباغو

## السفارات المعتمدة في أماكن أخرى
- أندورا (أندورا لا فيلا)
- أنتيغوا وباربودا (سانت جونز (أنتيغوا وبربودا))
- جزر البهاما (ناساو)
- بوتسوانا (ستوكهولم)
- الرأس الأخضر (لشبونة)
- جيبوتي (جيبوتي (مدينة))
- دومينيكا (روسو (دومينيكا))
- إستونيا (تالين)
- آيسلندا (ريكيافيك)
- لاتفيا (ريغا)
- ليختنشتاين (فادوتس)[2]
- مالطا (فاليتا)
- مولدوفا (براغ)
- ميانمار (فيينا)
- نيوزيلندا (مدريد)
- قطر (زغرب)
- سنغافورة (سنغافورة)
- سورينام (لاهاي)
- السويد (ستوكهولم)
- سويسرا (ليوبليانا)
- الإمارات العربية المتحدة (مدريد)

## مكاتب تمثيلية غير مقيمة
- الاتحاد الأوروبي